# プロローグ (ルネッサンスのアルバム)
『プロローグ』（Prologue）は、イギリスのプログレッシブ・ロック・バンド、ルネッサンスが1972年に発表した3作目のスタジオ・アルバム。アニー・ハズラム加入後としては初のアルバムに当たる。

## 解説
本作のレコ―ディングの前に大幅なメンバー・チェンジがあり、キース・レルフ、ジェーン・レルフ、ジム・マッカーティといったオリジナル・メンバーはいずれも脱退したが、本作にはマッカーティが作った曲も収録されている。LPは見開きジャケット仕様で発売され、ヒプノシスがデザインを担当した。共同プロデューサーのマイルス・コープランド3世は、スチュワート・コープランドの長兄に当たる。
タイトル曲はフレデリック・ショパン「革命のエチュード」からの引用を含む。当初は歌詞を含むボーカル・ナンバーとする案もあったが、キーが高くてハズラムには歌いづらかったため、最終的には歌詞のないヴォカリーズという形になった。「ラジャ・カーン」はラーガ・ロックの要素を持つ曲で、フランシス・モンクマンがゲスト参加した。
Bruce Ederはオールミュージックにおいて5点満点中4点を付け、全体像に関して「過渡期の作品で、後の作品と比べて標準的なハードロック・サウンド（サイケデリック色も含む）に根ざしている」、収録曲「スペア・サム・ラヴ」に関して「フォーク的なアコースティック・ギターが目立つ曲で、本作よりもよく知られている次作『燃ゆる灰』の曲（特に"Let It Grow"や"On the Frontier"）を予期させる」、「ラジャ・カーン」に関して「1960年代末期のサイケデリアの系譜に連なるが、より先進的かつ技巧的である」と評している。
2018年にEsoteric Recordingsから発売されたリマスターCDには、それまで未CD化だった「スペア・サム・ラヴ」のシングル・ヴァージョンがボーナス・トラックとして追加された。

## 収録曲
1. プロローグ "Prologue" – 5:42
  - 作曲：マイケル・ダンフォード
2. キエフ "Kiev" – 7:40
  - 作詞：ベティ・サッチャー／作曲：ジム・マッカーティ
3. サウンズ・オブ・ザ・シー "Sounds of the Sea" – 7:12
  - 作詞：ベティ・サッチャー／作曲：マイケル・ダンフォード
4. スペア・サム・ラヴ "Spare Some Love" – 5:13
  - 作詞：ベティ・サッチャー／作曲：マイケル・ダンフォード
5. バウンド・フォー・インフィニティ "Bound for Infinity" – 4:24
  - 作詞：ベティ・サッチャー／作曲：ジム・マッカーティ
6. ラジャ・カーン "Rajah Kahn" – 11:31
  - 作曲：マイケル・ダンフォード

### 2018年リマスターCDボーナス・トラック
1. "Spare Some Love (Single version)" - 3:50

## 参加ミュージシャン
- アニー・ハズラム - ボーカル、パーカッション
- ジョン・タウト - キーボード、バッキング・ボーカル、アレンジ
- ロブ・ヘンドリー - ギター、マンドリン、チャイム、バッキング・ボーカル
- ジョン・キャンプ - エレクトリックベース、タンブーラ、リード・ボーカル(on #2)、バッキング・ボーカル
- テレンス・サリヴァン - ドラムス、パーカッション

アディショナル・ミュージシャン
- マイケル・ダンフォード - アレンジ
- フランシス・モンクマン - シンセサイザー・ソロ(on #6)